# アダム・ファン・ノールト
アダム・ファン・ノールト (Adam van Noort, 1561年もしくは1562年 – 1641年)は、フランドルの画家、ドローイング作家。 

## 生涯
アダム・ファン・ノールトはアントワープで生まれてその地で亡くなった。彼はピーテル・パウル・ルーベンスとヤーコブ・ヨルダーンスの師匠で、ヨルダーンスはファン・ノーテルの娘アンナ・カタリナ・ファン・ノールトと結婚している。ファン・ノールトは1597年から1602年まで聖ルカ組合の組合長であった。1594年に彼はマールテン・デ・フォスと共にオーストリア大公エルンストの入場のための装飾を手掛けた。

## 作品

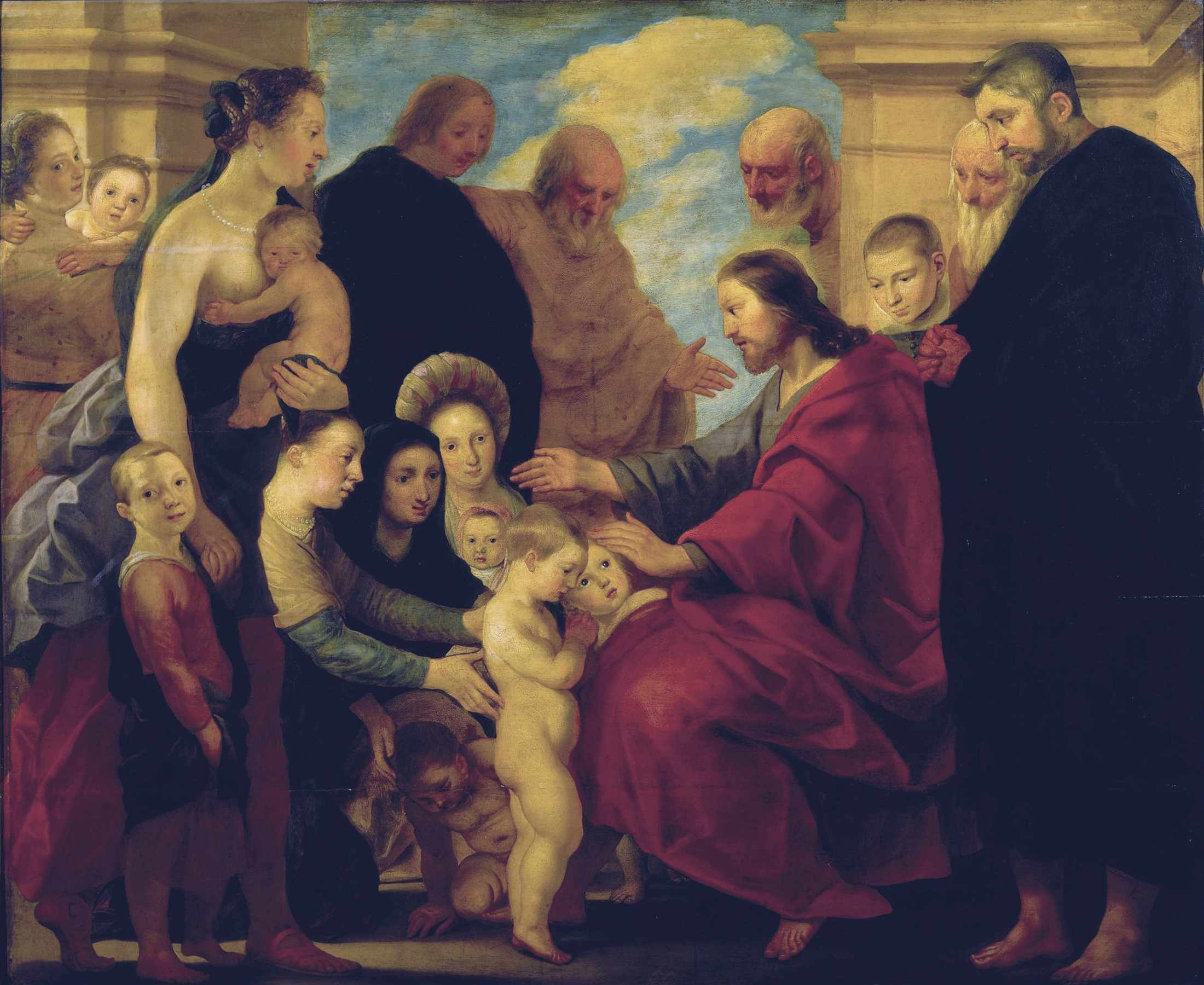
子供を祝福するキリスト
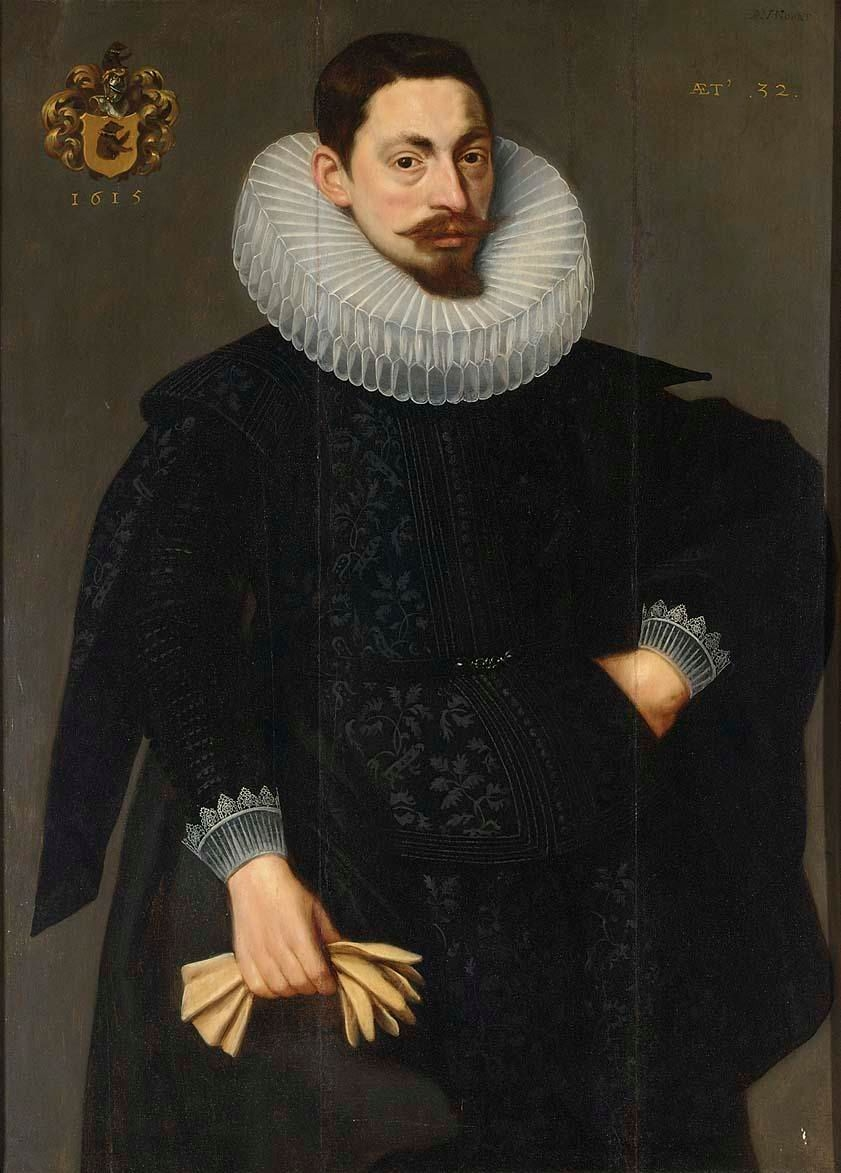
肖像画

## 参照
- Carl van der Velde: "Adam van Noort" Grove Art Online. w:Oxford University Press, [accessed 17 May 2007].
- Adam van Noort at the Netherlands Institute for Art History